# Saint-Thomas-en-Argonne
Saint-Thomas-en-Argonne é uma comuna francesa na região administrativa do Grande Leste, no departamento de Marne. Estende-se por uma área de 4.43 km², e possui 39 habitantes, segundo o censo de 2018, com uma densidade de 8.8 hab/km².